# Лбово (Псковська область)
Лбово (рос. Лбово) — присілок в Дєдовицькому районі Псковської області Російської Федерації.
Населення становить 23 особи. Входить до складу муніципального утворення Шелонська волость.

## Історія
Від 2015 року входить до складу муніципального утворення Шелонська волость.

## Населення
| 2001 | 2002 | 2010 |
| ---- | ---- | ---- |
| 17   | ↗24  | ↘23  |